# Morton Sobell
Morton Sobell (ur. 11 kwietnia 1917 w New Yorku, zm. 26 grudnia 2018 tamże) – amerykański inżynier, pracujący na rzecz wywiadu Związku Radzieckiego.
Był synem farmaceuty z Bronxu. Wykształcenie zdobywał w Stuyvesant High School i City College of New York. Po uzyskaniu tytułu magistra elektrotechnika pracował w Biurze Uzbrojenia Marynarki Wojennej w Waszyngtonie. Od 1939 działał w partii komunistycznej. 
Do pracy na rzecz ZSRR został zwerbowany w 1944. Jako kurier współpracował z nim Harry Gold. Po pierwszych aresztowaniach wyjechał z rodziną do Meksyku, tam został jednak schwytany i porwany przez grupę uzbrojonych mężczyzn podających się za policjantów i przekazany FBI. W czasie procesu skazany został na 30 lat więzienia. Po odbyciu kary w postaci 17 lat i 9 miesięcy więzienia w 1969 został zwolniony z Alcatraz. 
Jego sprawa sądowa była jednym z najbardziej kontrowersyjnych procesów w historii sądownictwa USA, albowiem opierała się na wątpliwych procedurach policyjnych i zeznaniach świadka któremu udowodniono krzywoprzysięstwo.
Ponad pół wieku później, w wywiadzie dla New York Times z 11 września 2008, Sobell potwierdził, że szpiegował na rzecz Związku Radzieckiego. Poświadczył też działalność Juliusa Rosenberga na tym polu.